# 비가 (발효종)

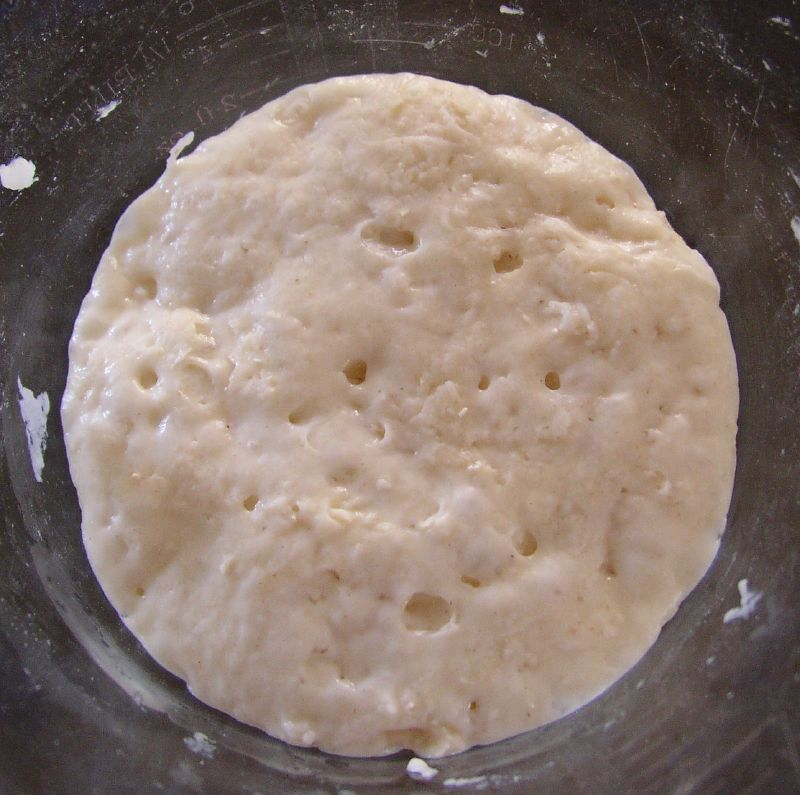
포카차 비가

비가(이탈리아어: biga)는 밀가루와 물, 빵효모를 사용해 만드는 효모발효종이다. 액종 형태인 것은 "비가 리퀴다"라 부른다.

## 같이 보기
- 풀리시